# Détroit de Mindoro
Le détroit de Mindoro est un détroit de l'océan Pacifique entre les îles philippines de Mindoro au nord-est et Calamian au sud-ouest. Il marque le passage de la mer de Chine méridionale au nord-ouest à la mer de Sulu au sud-est.